# Noojimateri
Noojimateri est une localité de la paroisse civile de Sierra Parima dans la municipalité d'Alto Orinoco dans l'État d'Amazonas au Venezuela, sur un affluent du río Putaco.